# 冯立 (西汉)
冯立（?—?），字圣卿，西汉经学家。上党郡潞县（治今山西省潞城縣东北）人，冯奉世之子。
其父冯奉世通晓《春秋》，封为关内侯。冯立也通晓《春秋》，因为父亲任为郎。官至西河郡太守。汉元帝竟宁年间，出任五原属国都尉，转任五原郡太守，后继其兄冯野王为上郡太守。居官廉洁，治行也与其兄相似，有德政，吏民歌颂他：“大冯君、小冯君，兄弟继踵相因循，聪明贤知惠吏民，政如鲁、卫德化钧，周公、康叔犹二君。”后来历任东海郡、太原郡太守，前后历任五郡，所在都有治绩。在官任上去世。